# دهستان میامی (میامی)
دهستان میامی دهستانی در بخش مرکزی شهرستان میامی استان سمنان ایران است. بر پایه سرشماری عمومی نفوس و مسکن در سال ۱۳۹۵ جمعیت این دهستان ۶٬۷۹۰ نفر بوده‌است.